# 谢芳

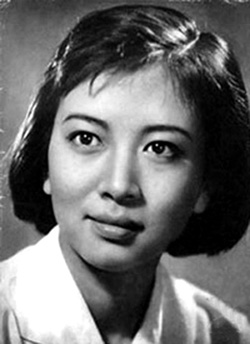
1962年新中国人民演员照片

谢芳（1935年11月1日—2024年12月19日），原名謝懷復，女，原籍湖南益阳，生于湖北黄陂，後遷居上海，中國話劇、歌劇、戲曲、電影及電視劇演员。

## 生平
1951年毕业于汉口罗以女子中学，随后考入中南文工团音乐部，任歌剧演员。1962年由中國文化部推选为新中国22位电影明星之一，1963年调任北京电影制片厂演员，1995年又获中国电影世纪奖的女演员奖。除了演出之外，並著有回憶錄及散文《银幕内外》、《往事匆匆》，及小说《不沉的湖》。
2024年12月19日，因心肌梗塞引发心肺肾功能衰竭，病逝于北京，享年89岁。

## 主要作品

### 电影
- 《早春二月》中饰陶岚
- 《青春之歌》中扮演林道静
- 《舞台姐妹》中扮演竺春花
- 《九九豔陽天》
- 《第二次握手》
- 《李清照》
- 1979年，《泪痕》中饰演一位在文化大革命中被逼致疯的归国华侨
- 《一座城池》

### 電視劇
- 《离别广岛的日子》
- 《我愛我家》
- 《御花子》
- 《富贵双城》
- 《光荣街10号》
- 《红楼丫头》饰贾母
- 《花灯满城》
- 《母儀天下》飾 上官皇太后

### 話劇
- 《日出》，饰陈白露

### 歌劇
- 《小二黑結婚》
- 《开花结果》
- 《货郎与小姐》
- 《劉三姐》
- 《白毛女》

### 戲曲
- 《柜中缘》
- 《思凡》

## 著作
- 散文《银幕内外》世界知识出版社 1986
- 小说《不沉的湖》北京十月文艺出版社 1997-02
- 回忆录《往事匆匆》作家出版社  1997
- 《我这七十年——谢芳回忆录》 新星出版社  2006-05